# FSB Comunicação
FSB Comunicação é a maior agência de comunicação corporativa da América Latina, classificada em 2015 como 21ª do mundo de acordo com o The Holmes Report. Fundada por Francisco Soares Brandão e com sede no Rio de Janeiro e escritórios em São Paulo, Brasília e Campinas, a empresa lidera o ranking de faturamento do setor no Brasil desde 2011. No ano de 2014, a empresa faturou 202 milhões de reais, enquanto a segunda colocada obteve números próximos a 102 milhões de reais.
A FSB Comunicação, nome que leva as iniciais do nome de seu fundador, Francisco Soares Brandão, foi criada no início dos anos 1980. Os serviços e produtos da FSB crescem e se sofisticam à medida que a própria comunicação evolui.  Atualmente a empresa tem cerca de 700 funcionários divididos em áreas como digital, relações com investidores, vídeo, design e Instituto FSB Pesquisa.
Em 2016, Francisco e o sócio-diretor da FSB, Flávio Castro, entraram para o Global Power Book 2016, que elege os 350 profissionais mais influentes de relações públicas no mundo, segundo a revista PR Week. Em 2018, a FSB, empresa de Francisco Soares Brandão passou a abrigar a Loures Consultoria.